# Камунго, Бернард
Бернард Камунго (англ. Bernard Kamungo; 1 января 2002, Касулу, Танзания) — танзанийский и американский футболист, вингер клуба «Даллас» и сборной США.

## Биография

### Ранние годы
Камунго родился в лагере беженцев Ньяругусу в Танзании, куда его родители бежали, спасаясь от гражданской войны в Демократической Республике Конго. Семья Камунго с помощью «Международного комитета спасения» иммигрировала в США, где обосновалась в Абилине, штат Техас, в январе 2017 года, когда ему было 14 лет. В старшей школе Абилина он был в футбольной команде. Гражданином США Камунго стал в мае 2022 года.

### Клубная карьера
Старший Бернарда Имани оплатил ему просмотр в «Норт Тексас», резервной команде клуба MLS «Даллас», стоивший 90 долларов. Во время тренировок в январе 2021 года Камунго произвёл впечатление на главного тренера «Норт Тексас» Эрика Куилла и 25 марта с ним был подписан двухлетний контракт с опцией продления на сезон 2023. Его профессиональный дебют состоялся 24 апреля в матче стартового тура сезона 2021 в Лиге один ЮСЛ против «Форт-Лодердейла», в котором он вышел на замену на 71-й минуте Хоупа Аваеву и на 79-й минуте забил свой первый гол в профессиональной карьере.
30 августа 2022 года Камунго подписал контракт с «Далласом» до конца сезона 2025 с опциями продления на сезоны 2026 и 2027. Дебютировал за «Даллас» и в MLS 17 сентября в матче против «Сан-Хосе Эртквейкс», выйдя на поле на 70-й минуте вместо Хадера Обриана. По итогам сезона 2022 в MLS Next Pro, в котором забил 16 голов и отдал пять голевых передач в 24 матчах за «Норт Тексас», Камунго был включён в символическую сборную года. 15 апреля 2023 года в матче против «Реал Солт-Лейк» забил свой первый гол за «Даллас» в MLS.

### Международная карьера
В июне 2023 года Камунго был впервые вызван в сборную Танзании на матч отборочного турнира Кубка африканских наций 2023 против сборной Нигера.
8 октября 2023 года Камунго был вызван в сборную США до 23 лет для участия в тренировочном лагере, включавшем два матча со сборными Мексики и Японии.
5 января 2024 года Камунго был впервые вызван в старшую сборную США, в ежегодный январский тренировочный лагерь. 20 января в товарищеском матче со сборной Словении, завершившем лагерь, он дебютировал за сборную США, выйдя в стартовом составе.

## Достижения
Личные
- Член символической сборной MLS Next Pro: 2022

## Статистика выступлений

### Клубная статистика
| Выступление      | Выступление      | Выступление      | Лига | Лига | Плей-офф | Плей-офф | Кубок | Кубок | Континент | Континент | Итого | Итого |
| Клуб             | Лига             | Сезон            | Игры | Голы | Игры     | Голы     | Игры  | Голы  | Игры      | Голы      | Игры  | Голы  |
| ---------------- | ---------------- | ---------------- | ---- | ---- | -------- | -------- | ----- | ----- | --------- | --------- | ----- | ----- |
| Норт Тексас      | USL1             | 2021             | 22   | 5    | 1        | 1        | —     | —     | —         | —         | 23    | 6     |
| Норт Тексас      | MLS Next Pro     | 2022             | 24   | 16   | 1        | 0        | —     | —     | —         | —         | 25    | 16    |
| Норт Тексас      | MLS Next Pro     | 2023             | 4    | 0    | —        | —        | —     | —     | —         | —         | 4     | 0     |
| Норт Тексас      | Итого            | Итого            | 50   | 21   | 2        | 1        | —     | —     | —         | —         | 52    | 22    |
| Даллас           | MLS              | 2022             | 1    | 0    | 0        | 0        | 0     | 0     | —         | —         | 1     | 0     |
| Даллас           | MLS              | 2023             | 16   | 6    | 3        | 0        | 1     | 0     | 4         | 2         | 24    | 8     |
| Даллас           | MLS              | 2024             | 4    | 0    | —        | —        | —     | —     | —         | —         | 4     | 0     |
| Даллас           | Итого            | Итого            | 21   | 6    | 3        | 0        | 1     | 0     | 4         | 2         | 29    | 8     |
| Всего за карьеру | Всего за карьеру | Всего за карьеру | 71   | 27   | 5        | 1        | 1     | 0     | 4         | 2         | 81    | 30    |

Источники: Transfermarkt, Soccerway, Footballdatabase.eu.

### Международная статистика
| Команда | Год   | Игры | Голы |
| ------- | ----- | ---- | ---- |
| США     |       |      |      |
| 2024    | 1     | 0    |      |
| Всего   | Всего | 1    | 0    |

Источник: National Football Teams.